# Ари, Карина
Карина Ари (швед. Carina Ari; 14 апреля 1897 года — 24 декабря 1970 года), артистическое имя Мария Виктория Карина Янссон (Maria Karina Viktoria Jansson) — шведская танцовщица. Её карьера танцовщицы проходила с 1913 по 1939 год в основном в Париже. Оставив по болезни сцену, она вышла замуж и уехала в Аргентину, где работала скульптором. Создала бюсты видных деятелей искусства. С 1951 года занималась благотворительной деятельностью, помогала престарелым танцорам, открывала новые библиотеки в Швеции.

## Биография
Мария Карина Виктория Янссон родилась 14 апреля 1897 года в Стокгольме, Швеция. Девочка в юности мечтала стать танцовщицей и в 1911 году поступила в танцевальную школу шведской Королевской оперы, которую окончила в 1913 году.
В 1913 году, после завершения учёбы, Янссон поступила на работу в кордебалет шведского Королевского балета. Художественным руководителем балета в то время был русский хореограф Михаил Михайлович Фокин. Хореограф чтил способности артистов и взял Янссон в кордебалет спектакля Шопениана, а на следующий год дал ей небольшую роль в спектакле Шахерезада.
Деятельность балетной труппы приостанавливалась во время Первой Мировой войны, в 1918 и в 1919 годах. Мария Янссон была занята в спектаклях Фокина в театре «Парк Тиволи». Во время одного из выступлений Янссон поменяла имя на Карина Ари.
В 1919 году Карина Ари оставила труппу Королевского балета и уехала в пригород Копенгагена — Шарлоттенлунд, Дания учиться балетному искусству у Фокина, который снял там дом. По окончания обучения, получив у хореографа одобрение своему хореографическому мастерству, Ари вернулась в Стокгольм. В 1920 году принимала участие в съемках фильма Морица Стиллера Erotikon по мотивам балета Schaname. В съёмках балетных сцен были заняты артисты Королевского балета. После окончания съемок Ари уехала в Стокгольм, потом — в Париж.
В дальнейшем Ари была солисткой балета в труппе Оперы-комик. Музыкальным директором труппы был Дезире-Эмиль Энгельбрехт (Désiré-Émile Inghelbrecht). За него Ари и вышла замуж в 1925 году. В 1928 году Ари танцевала в Парижской опере в балете Rayon de Lune. В следующем году основала свою балетную труппу, хореографом у неё стал Fête des Narcisses из Монтрё, Швейцария. В сезон 1929—1930 годов работала балетмейстером-репетитором в Алжирском национальном театре. Вернувшись в Париж, она до 1933 года была руководителем балетной труппы в Опере-комик. С 1935 по 1937 год выступала в Стокгольме в Королевской Опере. Её последнее выступление состоялось 30 марта 1939 года в Опера-комик.
В 1940 году она переехала в Буэнос-Айрес, Аргентина, где освоила работу скульптором. Выполнила бюсты деятелей культуры: Серж Лифарь, Рольфа де Маре и др. После смерти в 1951 году второго мужа Яна Хенрика Мольцера (Jan Henrik Molzer), занималась благотворительной деятельностью, помогала материально престарелым и больным, оставившим сцену танцорам.
В 1961 году она учредила ежегодную стипендию, которая присуждается молодым и талантливым танцорам, а в 1969 году — медаль для тех, кто внес значительны вклад в развитие танца в Швеции.
Карина Ари скончалась 24 декабря 1970 года в Буэнос-Айресе. Её имя носит библиотека в шведском музее танца Dansmuseet в Стокгольме, в которой собрана танцевальная литература Северной Европы. С 1973 года фонд «Карина Ари» вручает в год около 2000 стипендий.